# Syberia
Syberia este un joc video de aventură lansat anul 2002, conceput de Benoît Sokal, dezvoltat de Microïds și publicat de către The Adventure Company.
Jucătorul conduce personajul principal, în persoana lui Kate Walker, cu ajutorul maus-ului 
într-o aventură semi-realistică în care trebuie să rezolve diferite enigme pentru ca firul poveștii să continue. Syberia, fiind un joc axat pe aventură grafică, urmează stilul impus de compania LucasArts: jucătorul nu poate muri sau să rămână blocat, lăsându-i astfel jucătorului lejeritatea de a nu fi nevoit să salveze jocul constant sau să îi fie frică să nu facă o mutare greșită.
Syberia prezintă și o poveste secundară, axată pe telefoanele primite de către Kate, în care poate fi observată o degradare a relației cu mama, iubitul și prietenele sale.
În joc apar multe elemente imaginare. Majoritatea dispozitivelor, uneltelor chiar și a unui tren sunt acționate de surse de energie bazate pe roți sau siteme fictive complexe. Syberia a fost aclamat de către critici pentru grafica sa complexă, iar o continuare a jocului a fost lansată în anul 2004, sub numele de Syberia II în care se reia povestea din jocul precedent.
Amerzone, un joc de aventuri lansat de către Benoît Sokal în anul 1999 este localizat în același univers fictiv, iar Syberia conține câteva referiri la el. Un alt joc de aventură comercializat de către Sokal, numit Paradise, care deși nu are nicio conexiune cu Syberia, folosește aceeași grafică complexă și o interfață foarte similară.

## Povestea jocului
În Syberia, jucătorul contolează acțiunile unei avocate de origine americană pe nume Kate Walker, care este trimisă într-un sat din Europa să finalizeze contractul de vânzare-cumpărare pentru o fabrică de roboți. Ajunsă acolo, Kate află că proprietara fabricii a murit recent. Din momentul în care Walker descoperă că femeia mai are un frate care este în viață ea pornește în căutarea lui. Misiunea sa are loc pe mii de kilometri distanță, iar Kate începe să își schimbe modul de viață.
Titlul jocului, Syberia se referă la o insulă mitologică, care este menționată fiind ultima destinație a jocului.

### Valadilène

Kate Walker alături de notarul din Valadilène

Jocul începe când Kate Walker ajunge în satul francez situat în munții Alpi numit Valadilène. În timp ce ea este surpinsă intrând în sat sunt arătate cadre din funerariile Annei Voralberg, proprietara unei fabrici de roboți automați. Walker este angajata unei firme americane de succes care își dorește să achiziționeze fabrica. Deoarece proprietara a trecut în neființă, Walker vizitează notarul din oraș care îi arată o scrisoare în care Voralberg spune că are un frate care locuiește în nord-est. Legal, sora sa fiind decedată, Hans Voralberg devine noul proprietar al fabricii, care nu poate fi vândută fără aprobarea sa. Kate nu are o altă șansă: dacă își dorește să încheie contractul, ea trebuie să îl găsească pe Hans. Notarul îi încredințează lui Kate cheia domeniului Voralberg. Aceasta explorează proprietatea și fabrica, iar încet începe să cunoască viața familiei, citind jurnalele și documentele pe care le găsește.
Ea descoperă că, în copilărie, cei doi frați au găsit o peșteră în munți. Acolo, în vârful unei pietre se afla un mamut de jucărie. Hans a hotărât să se ducă să o ia, dar în timp ce se urca a căzut și a suferit contuzii la nivelul capului. Deși nu și-a revenit niciodată în totalitate, Hans și-a descoperit două pasiuni. Una dintre ele ca rezultat al descoperirii păpușii preistorice în formă de mamut din ziua accidentului. După găsirea păpușii, Hans a devenit pasionat de istorie și își dorea să vadă mamuți reali. Cea de-a doua pasiune a sa era fabrica familiei sale. Deși era bolnav mintal, el era un geniu în domeniul creării roboților. Tatăl său, fiind foarte mândru de el vedea în Hans un succesor al său pe postul de director al fabricii familiei. 
Într-o zi, Hans Voralberg a părăsit satul Valadilène pentru a căuta insula mitologică numită Syberia și mamuți. Tatăl său, fiind devastat a preferat să spună că fiul său a murit decât să accepte plecarea sa.
După ce Kate află tot ce s-a întâmplat cu Hans, ea începe să caute ajutor pentru a-l găsi, iar acesta vine din partea a două dintre creațiile lui Voralberg: Oscar, un robot de formă umană și un tren luxuriant pe care Hans i l-a dat surorii sale. Împreună cu Oscar ea părăsește satul Valadilène. În timp ce Oscar este surprins conducând trenul, Kate admiră peisajele alpine.

### Barrockstadt
Trenul se oprește în gara din Barrockstadt, care este o imensă colivie, situată lângă o universitate. Oscar îi spune lui Kate că locomotiva a rămas fără energie, iar călătoria nu poate continua. După ce Kate merge un drum scurt, ea găsește un mecanism specific cu care poate încărca trenul cu energie. Totuși, acesta se află la o distanță considerabilă de vehicol. Totuși, paralel cu liniile de cale ferată se află un canal navigabil. În stație se află un cuplu de bătrâni care așteaptă pe o barcă. Ei spun că o vor ajuta pe Kate să remorcheze trenul în schimbul a 100 de dolari, pe care Kate nu îi are.

Universitatea din Barrockstadt

Ea decide să părăsească gara și să viziteze universitatea din apropiere pentru a căuta ajutor financiar. Înăuntru, ea îl întâlnește pe Profesorul Pons, un specialist în paleontologie, care îi spune că Hans a locuit pentru o vreme în universitate și că a frecventat cursurile sale, totul cu mult timp în urmă. Aparent, el era pasionat de orele lui Pons și de triburile de Youkoli, oameni mitologici care trăiau alături de mamuți. Din păcate pentru Kate, Hans a părăsit Barrockstadt cu mult timp înainte, pentru a găsi mamuți și pe Youkoli, deoarece era sigur că ei există undeva. Kate vorbește cu directorii universității, care sunt de acord să îi dea niște bani lui Walker, dacă ea repară una dintre creațiile lui Hans aflate în universitate; un foișor automatizat. După ce repară mecanismul, Kate primește cei 100 $ de la directorii universității cu care îi plătește pe marinarii din gară. Aceștea remorchează trenul până la mecanismul care îi redă trenului energie. Totuși, Kate trebuie să îl convingă pe gardianul orașului să deschidă porțile zidului protector care înconjoară Barrockstadt împotriva unei invazii. După ce poarta este deschisă, călătoria lui Kate, alături de Oscar continuă. Trenul merge spre nord. Producătorii jocului nu au menționat niciodată amplasamentul orașului Barrockstadt, care pare de origine germană după numele său. De asemenea, zidul protector poate fi o referire subtilă la diviziunea dintre Republica Democrată Germană și Germania de Vest.